# Slow steaming

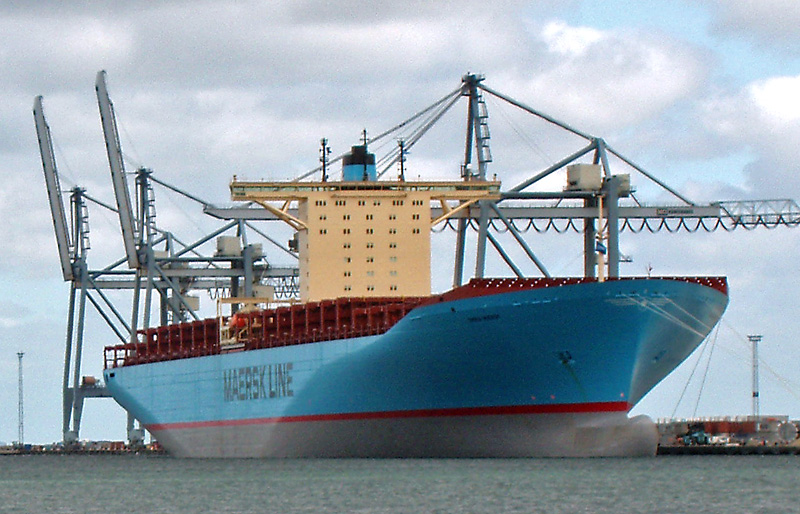
Slow Steaming bei der Emma Mærsk 2.

Slow steaming (englisch für „Langsamfahrt“) ist eine Strategie der Treibstoffkostenreduzierung in der Linienschifffahrt (Containerschifffahrt), die früher nur von Tankschiffen oder Massengutfrachtern verfolgt wurde. Verringerten Treibstoffkosten beim Slow steaming stehen dabei verlängerte Fahrzeiten gegenüber, die u. U. durch den Einsatz von mehr Schiffen ausgeglichen werden müssen. Dadurch erhöht sich die Kapitalbindung sowohl für die Reederei als auch für die Lieferanten bzw. Kunden. Bei der Abwägung von Kapitalbindung, Einhaltung von Lieferzeiten und Energiekosten spielen die letzteren im Containerverkehr eine immer größere Rolle.

## Ursachen
Während in der Containerschifffahrt der Treibstoffbedarf von Neubauten noch bis etwa zum Jahr 2000 permanent anstieg, wurde die Marschgeschwindigkeit von Tankschiffen und Massengutfrachtern wegen des geringeren Ladungswerts pro Tonne und der weniger kritischen Liefertermine schon seit längerer Zeit auf bis zu 11 Knoten abgesenkt. Bis zum Jahr 2008 waren die durchschnittlichen Treibstoffkosten für Containerschiffe auf das Siebenfache der Kosten vom Jahr 2000 gestiegen. Bei einem 10.000-TEU-Schiff belaufen sich die Treibstoffkosten auf ca. 45 % der Gesamtkosten. Mit zunehmender Schiffsgröße steigt ihr Anteil. Allein die Schmiermittelkosten für die größten Motoren können sich auf 800.000 US-Dollar pro Jahr belaufen. Als Folge dieser Kostenexplosion und der Finanz- und damit verbundenen Schifffahrtskrise 2008 hielt die Slow-Steaming-Strategie auch in der Linienschifffahrt Einzug. Sie führte kurzfristig zu Kosteneinsparung sowie zu einer Kapazitätsreduktion durch längere Fahrtzeiten.

## Technische Realisierung

### Antrieb
Das Slow-steaming-Konzept wird vor allem bei den in der Linienschifffahrt hauptsächlich eingesetzten Schiffen mit langsam laufenden Zweitakt-Schiffsdieselmotoren angewendet. Eine Absenkung der Maschinenleistung bis auf etwa 50 % gilt in technischer Hinsicht im Allgemeinen als unproblematisch. Allerdings erhöht sich bei niedrigerer Motorlast die Verweildauer des Schmieröls im Zylinder, während die Zylindertemperatur sinkt. Beträgt die Abgastemperatur weniger als 250 Grad Celsius, kondensiert durch Taupunktunterschreitung die durch Oxidation des enthaltenen Schwefels entstandene schweflige Säure. Dadurch können im Zylinderablauföl mehr Eisenpartikel anfallen. Daher sollte Dieselöl mit geringem Schwefelgehalt oder Schmieröl mit höherer Basenzahl (70–80 KOH/g) verwendet werden.
An Stelle der mechanischen Zylinderschmierung wird im Teillastbetrieb zum Teil mit einer elektronisch gesteuerten Schmierung gearbeitet, die einen dünnen, aber ausreichenden Schmierfilm erzeugt, bei dem über ein Drittel des Schmiermittels eingespart werden kann. Die Wärtsilä-Werft lieferte 2010 an die Reederei Maersk 34 Nachrüstpakete zur elektronischen Optimierung der Motorenschmierung im Niedriglast-Dauerbetrieb.
Die verringerten Abgasströme beim Langsambetrieb reduzieren auch überproportional den Ladedruck bei Motoren mit Turboladern. Auch hier sind technische Anpassungen z. B. durch Stilllegung einzelner Lader bei Mehrladersystemen oder durch verkleinerte Turbolader nötig.

### Rumpfform
Die Einspareffekte sind besonders groß, wenn die Schiffe (einschließlich der Rumpfform) von Anfang an für Slow steaming konstruiert worden sind, wie dies zuerst im Jahr 2011 bei der von Hyundai gebauten Maersk Conakry mit 4500 TEU erfolgte. Der Rumpf wird kürzer und breiter, wodurch weniger Ballastwasser mitgeführt werden muss. Wegen der geringeren Drehzahl wächst der Propellerdurchmesser und auch der Bugwulst muss optimiert werden. Auch die Rumpfform der Schiffe kann der Langsamfahrt angepasst werden. So spielt bei Geschwindigkeiten um die 15 Knoten der Reibungswiderstand im Wasser eine größere Rolle als der Wellenbrechungs-Widerstand. Daher wird wieder öfter ein gerader Steven verwendet, wie er von klassischen Ozeandampfern bekannt ist.
Außerdem wird mit Unterwasser-Luftblasenteppichen zur Verringerung des Wasserwiderstands experimentiert, die erstmals bei den Aida-Schiffen der Hyperion-Klasse zum Einsatz kamen.
Mit Slow steaming wächst auch der Anreiz, Meeresströmungen und Tiden durch Routenoptimierung zu nutzen.

## Wirtschaftliche und ökologische Effekte
Durch die bewusste Langsamfahrt und die Verschrottung von weniger energieeffizienten Schiffen konnten auch die Überkapazitäten in der Containerschifffahrt gedämpft werden. In einzelnen Segmenten kam es seit dem Aufschwung 2010 sogar wieder zu Engpässen. Weil dennoch immer weitere Schiffszugänge zum Markt zu verzeichnen waren, erhöhte sich durch Slow steaming der Kostendruck auf ältere und kleinere Schiffe, die in Nischen ausweichen oder aufgelegt werden mussten.
Ein weiterer Nebeneffekt ist die Verknappung und Verteuerung von Leihcontainern aufgrund längerer Umlaufzeiten. Zwischen 2009 und 2012 war die Auslastung des Leasing-Containerparks bei großen Anbietern von ca. 85 auf ca. 95 % gestiegen, so dass manche Investoren eher in Fonds für Leihcontainer als in Schiffsfonds investierten. Allerdings kam es dabei zu einem spekulativen Hype und teils auch zu Anlagebetrug.
Eindeutig positiv werden die ökologischen Folgen bewertet. Durch Verringerung der eingesetzten Treibstoffmenge werden auch Emissionen reduziert. Außer dem Ausstoß von Kohlendioxid, Schwefel- und Stickoxiden werden – in Verbindung mit dem Einsatz geeigneter Schmiermittel – die im Schweröl enthaltenen metallischen Verunreinigungen reduziert, die an dessen hochkondensierte aromatische Verbindungen gebunden sind.
Allerdings sind Ballastfahrten im Slow-Steaming-Betrieb weniger wirtschaftlich als Fahrten mit Ladung, so dass eine höhere Maschinenkapazität bereitgestellt werden sollte als dies ohnehin aus Sicherheitsgründen notwendig ist. Das reduziert den möglichen positiven ökologischen Effekt.
Einige Analysen sagen den Bedeutungsverlust des Schiffsverkehrs aufgrund der verringerten Geschwindigkeit auf kurzen Strecken und seinen Ersatz durch LKW und Bahn voraus. Auch das könnte den ökologischen Effekt schmälern. Jedoch sind im Eisenbahngüterverkehr zunehmend  elektrische Lokomotiven im Einsatz und der Anteil erneuerbarer Energien im Bahnstromnetz steigt.

### Beispiele
Der Germanische Lloyd berechnete, dass auf der Strecke Hamburg–Shanghai bei einem Containerschiff, das statt 26 Knoten nur 18 Knoten schnell fährt, der Treibstoffverbrauch von 6210 auf 3700 Tonnen sinkt – eine Ersparnis von 40 %. Wird die Geschwindigkeit auf 12 Knoten abgesenkt, liegt der Spareffekt sogar bei 50 %.
Die Reederei Maersk setzte im Krisenjahr 2009 die Standardgeschwindigkeit ihrer Containerschiffe von 24 auf 12 Knoten herab. 2010 wurden damit 20 % Treibstoff gespart. Maersk führte den Wiedereintritt in die Gewinnzone im Jahr 2010 auf das Slow steaming zurück.
Durch die Langsamfahrt ist auch die Sicherheit bei der Einhaltung der Liefertermine gestiegen, da die früher eng kalkulierten Fahrpläne oft durch unvorhergesehene Ereignisse gestört wurden. Dafür müssen kundenseitig ggf. die Vorräte in Pufferlagern leicht aufgestockt werden.
Auch Hapag-Lloyd ging zum Langsamfahrtkonzept über und behält es auch nach dem Ende der Krise bei. Allerdings erfordert die Langsamfahrt, gegen die viele Schiffsingenieure anfangs technische Bedenken vortrugen, eine verbesserte Säuberung der Turbolader und eine verstärkte Wartung der Ventile. Seit 2009 wurde je ein Turbolader aus den Schiffsmaschinen ausgebaut, um deren Leistung zu reduzieren. Dafür erhöhte sich der Ladedruck der verbleibenden Turbolader.
Die Hamburg-Süd setzte die Geschwindigkeit ihrer Schiffe im Lateinamerikadienst von 20 auf 16 Knoten herab und berichtete von 40 % Treibstoffeinsparung. Die Umlaufzeit der Schiffe stieg von sechs auf sieben Wochen, wodurch ein weiteres Schiff eingesetzt werden musste.
Die Schiffe der Triple-E-Klasse von Maersk, die 2014 den größten Containerschiffstyp bildeten, sind für eine optimale Geschwindigkeit von 19 Knoten ausgelegt. Die Treibstoffersparnis gegenüber der Maximalgeschwindigkeit von 25 Knoten soll bei einer Geschwindigkeit von 22,5 Knoten 20 %, bei 20 Knoten 37 % und bei 17,5 Knoten 50 % betragen. Die Schiffe sollen die Linie Europa-China bedienen, die Fahrzeit von China über den Suezkanal in die Niederlande soll 23 Tage betragen.
Als Ultra-slow steaming wird die Absenkung der Geschwindigkeit auf sieben oder gar fünf Knoten bezeichnet. Bureau Veritas und Wärtsilä führten im Verbund mit anderen Partnern dazu 2011–2013 ein im 7. Forschungsrahmenprogramm der EU gefördertes Pilotprojekt durch, das für das Jahr 2050 von einer Richtgeschwindigkeit von 5 Knoten ausging. Allerdings sinkt bei diesen Geschwindigkeiten die Manövrierfähigkeit des Schiffes.

## Rechtliche Aspekte
2012/2013 kam es zu einer ersten erfolgreichen Klage einer Charterfirma wegen Vertragsbruch gegen einen Schiffseigentümer, der die Geschwindigkeit seiner Schiffe herabgesetzt hatte. Allerdings entbinden die meisten Kontrakte den Carrier von jeder Verantwortung für die Termineinhaltung. Der Schiffahrtsverband BIMCO hat 2011 Vertragsvarianten entwickelt, die die Zulässigkeit des Slow steaming zwischen Charterer und Schiffseigentümer regeln sollen.

## Alternativen
Eine Ertüchtigung der Transsibirischen Eisenbahn für den Massencontainerverkehr zwischen Ostasien und Europa erscheint unter bisherigen Rahmenbedingungen ökologisch nicht sinnvoll. Auch in ökonomischer Hinsicht ist sie problematisch, da die Container an der russischen bzw. chinesischen Grenze von regel- auf breitspurige Containertragwagen und wieder zurück umgesetzt werden müssen und die Bahn- bzw. Netzbetriebskosten in Sibirien bei begrenzten Kapazitäten sehr hoch sind. Laut ICOMOD sollen sich zwar die per Bahn abgewickelten Handelsströme zwischen Ostasien und Europa von 2009 auf 2030 auf 1 Million TEU (Standardcontainer) verdoppeln. Derzeit wächst der Seetransport aber weitaus schneller (mit etwa 10 % pro Jahr), während nur weniger als 5 % des Güterverkehrs von Ostasien nach Europa über die Bahn abgewickelt werden.